# Liberté économique en droit canadien
Pour un article plus général, voir Liberté économique.
La liberté économique pourrait être traitée sous plusieurs aspects en droit canadien et québécois. Mais tout d'abord, il faut savoir que la notion générale de « liberté économique » n'est pas prévue dans les Chartes des droits et elle ne constitue pas une liberté constitutionnalisée en tant que telle. 
Cependant, le droit provincial ou le droit fédéral peut dans certaines circonstances reconnaître certaines composantes de la liberté économique, comme le droit aux biens, la liberté contractuelle et la liberté des échanges commerciaux. Mais chacune de ces composantes de la liberté économique peut elle-même être assujettie à des limites juridiques importantes. 
Pour une interprétation moins étroite de la liberté économique et des droits connexes, il aurait fallu que le législateur canadien ait inclus explicitement la majorité des droits du Pacte international relatif aux droits économiques, sociaux et culturels dans la Charte canadienne. En l'état actuel du droit, la Charte canadienne cherche principalement à intégrer les droits du Pacte international relatif aux droits civils et politiques en droit constitutionnel canadien, en laissant de côté les droits économiques du second traité international,.

## Droit aux biens
La Charte canadienne des droits et libertés ne protège pas le droit aux biens . Toutefois, la Charte des droits et libertés de la personne du Québec protège la libre jouissance des biens, mais dans la mesure prévue par la loi, c'est-à-dire que la loi peut y apporter des limites (par ex. l'expropriation rendue possible par la Loi sur l'expropriation). La Déclaration canadienne des droits reconnaît également la libre jouissance des biens, mais cette loi quasi-constitutionnelle fédérale a une application plutôt limitée .

## Liberté d'expression commerciale
L'expression commerciale est reconnue comme une activité protégée sous l'article 2(b). Ceci inclut la publicité et tout moyen d'expression semblable servant à vendre des biens et des services. Même la publicité frauduleuse ou induisant en erreur est protégée. La valeur de ce type d'expression n'est pas évaluée avant l'analyse sous l'article 1.

## Liberté contractuelle
La liberté contractuelle n'est pas une liberté protégée en tant que telle parce qu'elle n'est pas prévue dans les Chartes, ni dans aucun autre document constitutionnel. Il existe cependant une protection contre la discrimination contractuelle pour les biens et services ordinairement offerts au public. De plus, le Code civil du Québec contient une règle générale de liberté contractuelle à l'article 1385 C.c.Q. Cette disposition codifie la règle de base du consensualisme en droit des obligations, selon laquelle le contrat s'établit par le seul consentement des parties et ne nécessite pas de formalités écrites. Mais puisque le Code civil n'est pas l'équivalent d'une Charte des droits, le législateur peut librement établir des exceptions à cette règle dans le but de protéger une partie plus faible, et d'ailleurs il le fait à de nombreuses reprises dans le Code civil.

## Liberté du commerce interprovincial
La liberté du commerce interprovincial est interprétée de manière très restrictive par les tribunaux. L'interprétation officielle de l'art. 121 L.C. 1867 est que la Loi constitutionnelle de 1867 visait à établir une union politique entre les colonies britanniques d'Amérique du Nord, et non pas une union économique des colonies, contrairement à l'Union européenne qui a initialement été une union économique (la Communauté européenne du charbon et de l'acier). Quant à l'application de cette règle, cela donne une grande marge de manœuvre aux provinces pour réglementer le commerce interprovincial de l'alcool. Cette interprétation a été réaffirmée par la Cour suprême du Canada en 2018 dans l'arrêt R. c. Comeau.

## Liberté du commerce international
Bien que la liberté du commerce international soit assurée par des accords internationaux comme l'Accord Canada–États-Unis–Mexique et l'Accord économique et commercial global, ce ne sont que des accords internationaux dont l'État canadien pourrait  en théorie se retirer. Selon la thèse volontariste, qui constitue le courant doctrinal orthodoxe en droit international public, le droit international existe par les États et pour les États et rien n'empêche l'État de limiter l'application des conventions internationales dans son droit interne parce qu'il s'agit alors de l'exercice de sa souveraineté. Autrement dit, la liberté du commerce international n'est pas constitutionnellement protégée dans les Chartes des droits. 
Néanmoins, les traités qui ne font que codifier des coutumes internationales importantes (tels que la Convention des Nations unies sur le droit de la mer) peuvent contenir des règles plus contraignantes pour les États en matière de liberté du commerce international parce que le respect de la coutume internationale est d'un autre ordre normatif que le respect des traités.

## Liberté d'établissement
La liberté d'établissement de l'art. 6 al. 2 CCDL est le droit établir sa résidence dans toute province et de gagner sa vie dans toute province. Dans l'arrêt Law society of Upper Canada c. Skapinker, la Cour suprême du Canada interprète cette disposition de manière restrictive et conclut qu'elle ne crée pas de droit distinct au travail. Elle a plutôt comme effet d'interdire les distinctions en matière de gagne-pain fondées principalement sur le lieu de résidence.

## Droit à la constitution d'une sociétés par actions
Les sociétés par actions ont le droit de s'immatriculer, c'est-à-dire que si elles respectent toutes les règles d'enregistrement prévues dans leur loi constitutive, les règles de publicité légale de la province où elles exercent leurs activités et les autres règles concernant le nom de l'entreprise, le responsable provincial ou fédéral qui tient le registre des entreprises n'a en principe aucun pouvoir discrétionnaire pour leur refuser l'immatriculation. C'est en ce sens qu'il s'agit d'un droit, bien qu'assujetti au respect des formalités  .

## Droit de gagner sa vie
Le droit à la sécurité de la personne de la Charte canadienne énoncerait une forme limitative du droit de gagner sa vie, au sens restrictif du droit de ne pas être complètement privé de la possibilité d'assurer sa propre subsistance. Toutefois, cette conclusion provient de remarques incidentes (obiter dictum) de jugements de la Cour suprême plutôt d'un ratio decidendi (raison de la décision), ce qui signifie que cela reste discutable. D'après Chartepédia, « la Cour suprême a laissé entendre dans des remarques incidentes que l’article 7 peut offrir une protection contre les atteintes aux « droits économiques, fondamentaux à la […] survie [de la personne] » (Irwin Toy, précité, à la page 1003; Gosselin, précité, au paragraphe 80). Une distinction semble être faite entre la réglementation des activités économiques qui peuvent avoir pour effet de limiter les profits ou les revenus (l’article 7 n’est pas en jeu) et la privation complète et efficace d’un moyen de subsistance (l’article 7 peut être en jeu, comme il a été mentionné dans les remarques incidentes des arrêts Gosselin, précité; Irwin Toy, précité; Walker, précité; et Singh, précité, par le juge Wilson) ».

## Droits implicitement inclus par présomption de conformité au Pacte international relatif aux droits économiques, sociaux et culturel
Malgré le fait précédemment énoncé que la Charte canadienne ne cherche pas à intégrer les droits du Pacte international relatif aux droits économiques, sociaux et culturels, le Canada a tout de même adhéré au traité en 1976. D'autre part, les tribunaux acceptent de manière croissante les arguments fondés sur une présomption de conformité de la Charte au droit international. Un exemple souvent mentionné à cet effet concerne le droit de grève, qui a été reconnu par la Cour suprême en 2015 comme étant implicite à la liberté d'association de la Charte canadienne dans l'arrêt Saskatchewan Federation of Labour c. Saskatchewan, sur des considérations qui s'appuient sur la conformité au droit international et au  Pacte international relatif aux droits économiques, sociaux et culturel notamment. Un autre exemple concerne le droit à la négociation collective, reconnu par la Cour suprême en faisant référence au Pacte international relatif aux droits économiques, sociaux et culturels dans la décision Health Services and Support - Facilities Subsector Bargaining Assn. c. Colombie-Britannique de 2007.
Toutefois, cela ne signifie pas que tous les droits du PIDESC peuvent être intégrés à la Charte canadienne. Jusqu'à présent, la Cour suprême n'a accepté de reconnaître que ceux qui ont une pertinence claire pour analyser les dispositions actuelles de la Charte canadienne. Parmi les droits du PIDESC qui à ce jour n'ont pas pu être clairement reliés à la Charte canadienne, il y a le droit au travail (rejeté dans l'arrêt Skapinker, précité), le droit à un niveau de vie suffisant, le droit d'être à l'abri de la faim et de bénéficier d'une sécurité alimentaire, le droit à la sécurité sociale, le droit de jouir d'un meilleur état de santé, les droits scientifiques et culturels, etc.
Néanmoins, des lois statutaires fédérales ou provinciales à caractère administratif peuvent viser à réaliser l'objectif d'un droit économique international sans que celui-ci soit directement prévu dans la Charte canadienne ou une Loi sur les droits de la personne provinciale. Par exemple, le Régime d'assistance publique du Canada a longtemps permis de financer des dépenses de santé et d'aide sociale à l'échelle du Canada.

## Droits économiques et sociaux de la Charte québécoise
La Charte des droits et libertés de la personne contient une section sur les droits économiques et sociaux, laquelle traite notamment de certaines mesures d'assistance financière aux personnes dans le besoin et au droit à des conditions de travail justes et  raisonnables. Toutefois, le législateur peut déroger à ces droits par une simple loi, sans utiliser une disposition de dérogation. Ces droits ont par conséquent une force contraignante plutôt faible pour un décideur.